# Édit de Poitiers
L'édit de Poitiers est promulgué en septembre 1577. Restreignant la portée de l'édit de Beaulieu qui l'avait précédé, il accorde le droit au culte réformé dans les faubourgs, et dans les lieux occupés par les huguenots le 17 septembre.

## Contexte historique
Lorsque son frère meurt, Henri III de France est roi de Pologne depuis peu. Rejoignant la France, il est sacré alors que le royaume subit des tensions religieuses. Son frère, François d'Alençon, se rapproche des protestants, et prend la tête des Malcontents. S'ensuit une guerre de religion qui dure de 1574 à 1576, où s'affrontent protestants, catholiques et troupes royales.
L'édit de Beaulieu qui conclut cet épisode des guerres de religion accorde de nombreux avantages aux protestants, moins de quatre années après la Saint-Barthélemy. En réaction, les contestataires catholiques se rassemblent pour former la Ligue, le mouvement se cristallisant autour du duc de Guise. Le pouvoir royal en est grandement affaibli, et Henri III s'engage à modifier l'édit de Beaulieu.
Il convoque les États généraux à Blois dans le but de combler les déficits budgétaires causés par la guerre. Sous la pression des députés catholiques, Henri III décide de reprendre la guerre contre les protestants. Auparavant, il se réconcilie avec son frère. Le duc de Montmorency se rallie également à la cause royale. La 6e guerre de religion débute. Elle se déroule principalement dans le Languedoc. Montpellier est prise par les protestants et sa citadelle rasée par les troupes catholiques. Le 17 septembre 1577, la paix de Bergerac est signée entre les belligérants et l'édit de Poitiers restreint quelque peu les libertés accordées aux protestants dans l'édit précédent.
Ses dispositions sont reprises par Henri IV au début de son règne dans l'édit de Nantes, en juillet 1598.